# Larry Walker
Lawrence Alexander „Larry” Walker (ur. 30 grudnia 1942 w Los Angeles) – amerykański lekkoatleta, chodziarz. 
Podczas igrzysk olimpijskich w Montrealu (1976) zajął 22. miejsce w chodzie na 20 kilometrów z czasem 1:34:19,4.
Mistrz Stanów Zjednoczonych (AAU) w chodzie na 15 kilometrów w 1974 oraz w chodzie godzinnym w 1970 i 1976.
W 1989 zdobył złoto mistrzostw świata weteranów w chodzie na 20 kilometrów z czasem 1:32:42.

## Rekordy życiowe
- Chód na 20 kilometrów – 1:31:06 (1980)